# Bacino di Samara
Il bacino di Samara, anche chiamato bacino di Kujbyšev, (in russo Ку́йбышевское водохрани́лище?, Kujbyševskoe vodochranilišče) - la denominazione sovietica di Samara (dal 1935 al 1991) era Kujbyšev - è un lago artificiale formato dai fiumi Volga e Kama. Sulle rive sorgono varie città, tra cui Kazan', Togliatti, Ul'janovsk, Novočeboksarsk e Čistopol'.

## Geografia
Risalente agli anni 1955-1957, si estende per 6 450 km² sui territori delle oblast' di Samara e Ul'janovsk e delle repubbliche del Mari El, della Ciuvascia e del Tatarstan. Vi confluiscono inoltre i fiumi: Bol'šaja Kokšaga, Malaja Kokšaga, Ilet', Svijaga, Kazanka, Bol'šoj Čeremšan e Usa.